# Narvacan
Narvacan è una municipalità di seconda classe delle Filippine, situata nella provincia di Ilocos Sur, nella regione di Ilocos.
Narvacan è formata da 34 baranggay:
- Abuor
- Ambulogan
- Aquib
- Banglayan
- Bantay Abot
- Bulanos
- Cadacad
- Cagayungan
- Camarao
- Casilagan
- Codoog
- Dasay
- Dinalaoan
- Estancia
- Lanipao
- Lungog
- Margaay

- Marozo
- Naguneg
- Orence
- Pantoc
- Paratong
- Parparia
- Quinarayan
- Rivadavia
- San Antonio
- San Jose (Pob.)
- San Pablo
- San Pedro
- Santa Lucia (Pob.)
- Sarmingan
- Sucoc
- Sulvec
- Turod